# Кубок Туреччини з футболу 2025—2026
Кубок Туреччини з футболу 2025—2026 — 64-й розіграш кубкового футбольного турніру в Туреччині. Титул захищає Галатасарай.

## Формат змагань
Формат змагань був змінений у порівнянні з попередніми сезонами, і команди грали у новому форматі турніру. Після 5 відбіркових раундів 24 команди зіграли у груповому етапі (який повернувся вперше з сезону 2016-17), а по дві найкращі з кожної групи потрапили до чвертьфінальної стадії змагань.

## Календар
| Раунд           | Дата | Матчі | Клуби  |
| --------------- | ---- | ----- | ------ |
| Перший раунд    |      |       | →      |
| Другий раунд    |      |       | →      |
| Третій раунд    |      |       | →      |
| Четвертий раунд |      |       | →      |
| П'ятий раунд    |      |       | → 24   |
| Груповий етап   |      | 36    | 24 → 8 |
| 1/4 фіналу      |      | 4     | 8 → 4  |
| 1/2 фіналу      |      | 2     | 4 → 2  |
| Фінал           |      | 1     | 2 → 1  |